# Камиро
Камиро је у грчкој митологији било име више личности.

## Митологија
- Према Паусанији, био је Пандарејев син.[1] Међутим, други извори наводе да му је Камиро била заправо кћерка.[2] У том случају, као њено име се наводи и Камира.[3]
- Син једног од Хелијада, Керкофа и његове братанице Кидипе, оснивач и епонимни херој истоименог града на Родосу.[2]